# Zhang Chenglong
Zhang Chenglong (张成龙S, Zhāng ChénglóngP; 12 maggio 1989) è un ginnasta cinese.
Ha vinto la medaglia d'oro olimpica nella ginnastica artistica alle Olimpiadi 2012 tenutesi a Londra, in particolare nel concorso a squadre maschile. Nella stessa edizione dei giochi ha gareggiato in altre quattro specialità.
Nelle sue partecipazioni ai campionati mondiali di ginnastica artistica ha conquistato, in diverse specialità, quattro medaglie d'oro (due nel 2010, una nel 2011 e una nel 2014), due medaglie d'argento (entrambe nel 2011) e una medaglia di bronzo (2015).
Inoltre ha vinto tre medaglie d'oro ai giochi asiatici nel 2010.